# Parafia św. Jana Kantego w Poznaniu
Parafia pw. Świętego Jana Kantego w Poznaniu – parafia rzymskokatolicka znajdująca się w archidiecezji poznańskiej w dekanacie Poznań-Jeżyce. 
Erygowana 4 października 1938. Mieści się przy ulicy Grunwaldzkiej.